# Para (Burgos)
Para es una localidad española, constituida como entidad local menor, del municipio de Espinosa de los Monteros, perteneciente a la provincia de Burgos, en la comunidad autónoma de Castilla y León.

## Geografía
Está situada en la comarca de Las Merindades, dentro de la zona periférica de protección del Monumento Natural de Ojo Guareña, y es lugar de paso del Camino Olvidado.

## Historia
Hacia mediados del siglo XIX, el lugar, ya por entonces perteneciente a Espinosa de los Monteros, tenía contabilizada una población de 36 habitantes. Aparece descrito en el decimosegundo volumen del Diccionario geográfico-estadístico-histórico de España y sus posesiones de Ultramar de Pascual Madoz de la siguiente manera:

PARA: barrio en la prov. de Búrgos, part. jud. de Villarcayo: tiene 28 casas, y es uno de los 6 que componen la v. de Espinosa de los Monteros (V.), dist. 1/2 leg. pobl.: 15 vec., 36 alm. cap. imp.: 371 rs.
(Madoz, 1849, p. 676)

## Demografía
Contaba con una población de 37 habitantes en 2024.